# Nicola Rescigno
Nicola Rescigno (New York, 28 maggio 1916 – Viterbo, 5 agosto 2008) è stato un direttore d'orchestra statunitense di origine italiana. Fu uno dei direttori preferiti da Maria Callas.

## Biografia e carriera

### Gli inizi
Trascorre l'infanzia a New York in una famiglia italiana agiata, originaria di Cicciano, paese della provincia partenopea. Nel 1929 viene inviato a studiare in Italia, prima nel Collegio Mondragone di Frascati, poi a Roma, dove si iscrive al conservatorio e conosce Ildebrando Pizzetti e Giorgio Polacco. Alla vigilia della seconda guerra mondiale rientra negli Stati Uniti, dove si perfeziona presso l'Accademia di Musica di Brooklyn. Nel dicembre 1943 dirige l'orchestra del Teatro San Carlo, a New York in tournée. Negli anni successivi dirige ancora a New York (non al Metropolitan), a Detroit, Chicago, Cleveland ed altre città opere in massima parte dell'Ottocento e Novecento italiano. Al San Francisco Opera nel 1950 dirige Il barbiere di Siviglia con Enzo Mascherini, Salvatore Baccaloni, Lily Pons ed Italo Tajo e Madama Butterfly con Dorothy Kirsten e Frank Valentino.

### Chicago, Dallas e Maria Callas
Nel 1954 è fra i fondatori della Lyric Opera of Chicago, divenendone direttore artistico. 
Dirige Don Giovanni con John Brownlee, Eleanor Steber, Nicola Rossi-Lemeni, Léopold Simoneau e Bidu Sayão, The Taming of the Shrew di Vittorio Giannini, Il barbiere di Siviglia con Tito Gobbi e Giulietta Simionato e Tosca.
Nel novembre di quello stesso anno Maria Callas compie una tournée negli Stati Uniti, interpretando tre opere a Chicago, dirette dal maestro italo-americano: Norma, con Mirto Picchi e la Simionato, La traviata con Gobbi, e Lucia di Lammermoor, con Giuseppe Di Stefano e Giangiacomo Guelfi. Nell'autunno dell'anno successivo la Callas torna a Chicago per interpretare, ancora con la conduzione di Rescigno, I puritani (con Di Stefano, Ettore Bastianini e Rossi-Lemeni), Il trovatore (con Jussi Björling, Bastianini ed Ebe Stignani) e Madama Butterfly (con Di Stefano). Sempre nel 1955 dirige Rigoletto con Teresa Stich-Randall, Il ballo delle ingrate di Claudio Monteverdi, Il tabarro con Carlo Bergonzi, Cavalleria rusticana, Lord Byron's Love Letter di Raffaello de Banfield con Astrid Varnay e Un ballo in maschera con Anita Cerquetti.
Nel 1957 Rescigno lascia Chicago per fondare a Dallas, con Laurence Kelly, la Civic Opera of Dallas, con funzioni di direttore artistico e primo direttore d'orchestra, che conserverà per oltre trent'anni, fino al gennaio del 1990. La "Civic Opera" si imporrà fin dall'inizio, grazie alle conoscenze internazionali e al prestigio dei due fondatori, come una delle massime piazze operistiche americane. Nella città texana faranno il loro debutto negli Stati Uniti numerosi importanti interpreti, fra cui Gwyneth Jones, Magda Olivero, Jon Vickers, Plácido Domingo, e anche alcuni importanti registi come Franco Zeffirelli.
Nel novembre 1957 Maria Callas è a Dallas per un concerto di arie d'opera (Mozart, Bellini, Donizetti, Verdi), la cui registrazione continua tuttora ad essere inserita fra le sue raccolte più significative. Nel mese di giugno dell'anno successivo Rescigno la dirige ne La traviata con Cesare Valletti e Mario Zanasi al Covent Garden di Londra e, in autunno, in una tournée che, iniziata alla Kingsway Hall di Londra, proseguirà negli Stati Uniti e in Canada (Atlanta, Cleveland, Detroit, Washington, Montréal, San Francisco e Los Angeles). Il 31 ottobre 1958 dirige nuovamente la cantante greco-americana a Dallas ne La traviata (con Nicola Filacuridi e Giuseppe Taddei) e in novembre nella Medea (con Jon Vickers e Teresa Berganza).
La collaborazione fra i due artisti continua in più occasioni negli anni seguenti: Il pirata alla Carnegie Hall di New York nel 1959, Medea con Vickers, Fiorenza Cossotto e Nicola Zaccaria a Londra nel 1959, una serie di concerti in Europa (Madrid, Barcellona, Amburgo, Monaco di Baviera ecc.), la storica rappresentazione di Medea ad Epidauro, in Grecia, nel 1961, per citarne solo alcune; il connubio si concluderà solo nel marzo del 1965 all'Opera di Parigi con Tosca.

### L'Europa e il Metropolitan
Pur risiedendo abitualmente negli Stati Uniti, Rescigno trascorre fin dagli anni cinquanta frequenti periodi in Italia e in altri paesi europei, dirigendo in alcuni fra i più prestigiosi teatri del vecchio continente: dal Teatro La Fenice di Venezia all'Opera di Parigi, dal Covent Garden di Londra al Gran Teatre del Liceu di Barcellona. Il repertorio è ancora quello dell'Ottocento e dei primi del Novecento (con una certa apertura verso il Settecento italiano e francese), già sperimentato con successo con la Callas e i grandi interpreti italiani degli anni del secondo dopoguerra (Bastianini, Olivero, Simionato, Gobbi, Di Stefano, Rossi-Lemeni, Taddei, Del Monaco).
L'esordio al Metropolitan avviene tardivamente, nella seconda metà degli anni settanta, ma per circa un decennio sarà una presenza assidua del massimo teatro lirico americano, dove dirigerà, tra gli altri, L'elisir d'amore, con José Carreras nel 1978 e con Luciano Pavarotti nel 1980 e 1981, L'italiana in Algeri con Marilyn Horne e Sesto Bruscantini nel 1981.
Nei primi anni novanta si ritira dalle scene, limitandosi a partecipare come ospite d'onore a gala, commemorazioni e concerti di beneficenza, e come giudice a concorsi lirici. Nel 2001 si trasferisce definitivamente a Rignano Flaminio, nei pressi di Roma. Muore all'età di 92 anni, per un arresto cardiaco.

## Repertorio
Rescigno è stato un profondo conoscitore del repertorio lirico italiano dell'Ottocento e del Novecento, cui è rimasto legato durante tutta l'attività artistica. A partire dagli anni sessanta tuttavia, ha eseguito anche alcuni capolavori barocchi:  L'incoronazione di Poppea di Claudio Monteverdi, Orlando furioso di Antonio Vivaldi, Alcina e Giulio Cesare di Georg Friedrich Händel. Nel corso della cinquantennale carriera ha diretto anche alcune opere del repertorio francese: la già citata Medea di Luigi Cherubini, La voce umana di Francis Poulenc, alla Fenice di Venezia nel 1970, e Lakmé di Léo Delibes alla "Civic Opera" di Dallas nel 1980.

## Discografia selettiva
Di seguito è riportata una selezione delle registrazioni più diffuse o significative sotto il profilo storico.
- La traviata di Giuseppe Verdi; Orchestra e coro della Royal Opera House di Londra; Maria Callas (Violetta); Cesare Valletti (Alfredo); Mario Zanasi (Germont) - registrazione dal vivo, 1958, Arkadia
- Medea di Luigi Cherubini; Orchestra e Coro della Civic Opera di Dallas; Maria Callas (Medea), Jon Vickers (Giasone); Teresa Berganza (Neris); Nicola Zaccaria (Creonte) - registrazione dal vivo, 1958, Melodram
- Il pirata di Vincenzo Bellini; Orchestra e Coro dell'American Society di New York; Pier Miranda Ferraro (Gualtiero); Maria Callas (Imogene); Costantino Ego (Ernesto) - registrazione dal vivo (con alcuni tagli), 1959, EMI
- Medea di Luigi Cherubini; Orchestra e Coro della Royal Opera House di Londra, Maria Callas (Medea), Jon Vickers (Giasone); Fiorenza Cossotto (Neris); Nicola Zaccaria (Creonte) - 1959, Melodram
- Tosca di Giacomo Puccini, Orchestra e Coro dell'Opera di Parigi; Maria Callas (Tosca); Renato Cioni (Cavaradossi); Tito Gobbi (Scarpia) - registrazione dal vivo, 1965, Melodram
- La voce umana di Francis Poulenc; Orchestra e Coro del Teatro La Fenice di Venezia, Magda Olivero (La voce) - registrazione dal vivo, 1970, Melodram
- Tosca di Giacomo Puccini, Orchestra National Philharmonic e coro London Opera di Londra; Mirella Freni (Tosca); Luciano Pavarotti (Cavaradossi); Sherrill Milnes (Scarpia) - 1978, Decca Records
- L'elisir d'amore di Gaetano Donizetti; Orchestra e Coro del Teatro Metropolitan di New York; Luciano Pavarotti (Nemorino); Judith Blegen (Adina); Brent Ellis (Belcore); Sesto Bruscantini (Dulcamara) - 1981 (videoregistrazione), Pioneer Artists
- Lucia di Lammermoor di Gaetano Donizetti; Orchestra Royal Philharmonic di Londra, Coro dell'Ambrosian Opera; Edita Gruberová (Lucia); Alfredo Kraus (Edgardo di Ravenswood); Renato Bruson (Enrico Ashton) - 1983, EMI